# Vincent Nguy
Vincent Nguy (* um 1985) ist ein US-amerikanischer Badmintonspieler. 

## Karriere
Vincent Nguy siegte 2009 bei den Boston Open. 2009 und 2010 war er auch bei den Miami PanAm International erfolgreich, wobei er mit Sameera Gunatileka im Herrendoppel siegte. 2010 wurden beide gemeinsam Panamerikameister. Im Folgejahr nahm die Paarung an den Badminton-Weltmeisterschaften teil.

## Sportliche Erfolge
| Saison | Veranstaltung             | Disziplin    | Platz | Name                              |
| ------ | ------------------------- | ------------ | ----- | --------------------------------- |
| 2009   | Miami PanAm International | Herrendoppel | 1     | Sameera Gunatileka / Vincent Nguy |
| 2009   | Boston Open               | Herrendoppel | 1     | Sameera Gunatileka / Vincent Nguy |
| 2010   | Miami PanAm International | Herrendoppel | 1     | Sameera Gunatileka / Vincent Nguy |
| 2010   | Panamerikameisterschaft   | Herrendoppel | 1     | Sameera Gunatileka / Vincent Nguy |

## Referenzen
- Vincent Nguy beim Badminton-Weltverband

| Personendaten    | Personendaten                      |
| ---------------- | ---------------------------------- |
| NAME             | Nguy, Vincent                      |
| KURZBESCHREIBUNG | US-amerikanischer Badmintonspieler |
| GEBURTSDATUM     | um 1985                            |